# Condecorações militares sul-africanas

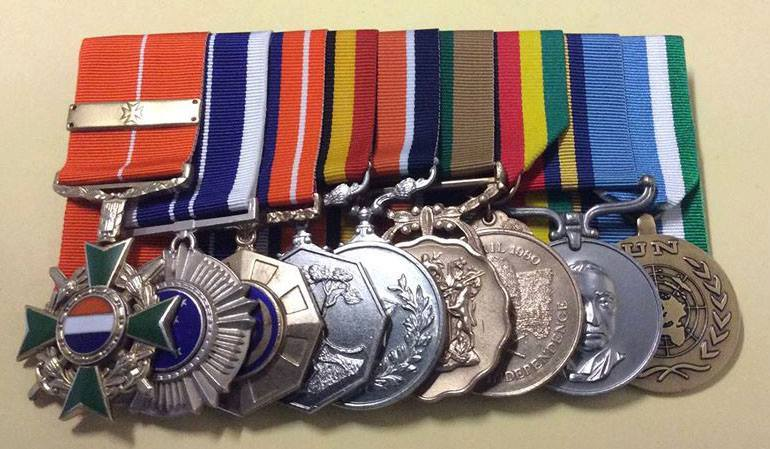
Conjunto de medalhas do Major Arthur Walker HCG e SM com Barra: Honoris Crux em Ouro e Barra, Medalha do Cruzeiro do Sul, Medalha Pro Patria, Medalha da África do Sul, Medalha de Serviço Geral (África do Sul), Medalha de Bom Serviço em Bronze, Medalha da Independência do Zimbábue, Medalha de Serviço Geral (Rodésia) e uma medalha das Nações Unidas por operações de manutenção da paz.

As condecorações militares sul-africanas fazem parte do sistema de honras da África do Sul.

## Forças coloniais 1894–1913
As forças militares coloniais receberam condecorações militares britânicas em tempos de guerra. A partir de 1894, os governos coloniais concederam medalhas por conduta distinta e por longo serviço. Essa era a prática geral no Império Britânico naquela época. As medalhas coloniais foram:

### Condecorações
- Condecoração dos Oficiais Voluntários (VD) (1894 – 1901)
- Condecoração dos Oficiais das Forças Auxiliares Coloniais (VD) (1900 – 1913)
- Medalha de Conduta Distinta (1894 – 1913)
- Medalha de Conduta Distinta (Natal) (1894 – 1913)
- Medalha de Conduta Distinta (Cabo da Boa Esperança) (1894 – 1913)
- Medalha de Conduta Distinta (Transvaal) (1902 – 1913)

### Medalhas de campanha
- Medalha de Serviço Geral do Cabo da Boa Esperança (1900)
- Medalha da Rebelião Nativa de Natal (1907)

### Medalhas de tempo de serviço
- Medalha de Serviço Meritório (1845 – 1913)
- Medalha de Serviço Meritório (Cabo da Boa Esperança) (1896 – 1913)
- Medalha de Serviço Meritório (Natal) (1896–1913)
- Medalha de Longo Serviço e Boa Conduta do Exército (1830 – 1896)
- Medalha de Longo Serviço e Boa Conduta do Exército (Cabo da Boa Esperança) (1896 – 1910)
- Medalha de Longo Serviço e Boa Conduta do Exército (Natal) (1896 – 1910)
- Medalha das Forças Permanentes do Império Além-Mar (1910 – 1913)
- Medalha de Voluntário por Longo Serviço na Índia e nas Colônias (1896 – 1901)
- Medalha de Longo Serviço das Forças Auxiliares Coloniais (1900 – 13)

## Forças de Defesa da União 1913–1952
As forças coloniais foram substituídas em 1912 pelas Forças de Defesa da União, que deram continuidade ao sistema. As condecorações britânicas por bravura e serviço distinto foram concedidas durante a Primeira e a Segunda Guerra Mundiais, e o governo sul-africano concedeu as outras categorias de prêmios. Elas eram:

### Condecoração
- Medalha de Conduta Distinta (1914 – 40)

### Medalhas de campanha
- Medalha da Vitória (1919)
- Medalha de Serviço da África (1943)

### Medalhas de serviço
- Medalha das Forças Permanentes do Império Além-Mar (1913 – 1930)
- Medalha por Longo Serviço e Boa Conduta (Militar) (1930 – 1939)
- Medalha por Longo Serviço e Boa Conduta (África do Sul) (1939 – 1952)
- Medalha de Serviço Meritório (1914 – 1940)
- Condecoração dos Oficiais das Forças Auxiliares Coloniais (VD) (1913 – 1939)
- Medalha de Longo Serviço das Forças Auxiliares Coloniais (1913 – 1939)
- Condecoração de Eficiência (ED) (1939 – 1952)
- Medalha de Eficiência (1939 – 1952)
- Medalha de Condecoração dos Oficiais Voluntários da RNVR (VD) (1915 – 1949)
- Medalha de Longo Serviço e Boa Conduta da RNVR (1915 – 1949)
- Prêmio de Eficiência Aérea (1950 – 1952).

## Veteranos de guerra bôeres
Em 1920, o governo sul-africano instituiu um conjunto separado de prêmios para veteranos bôeres da Guerra Anglo-Bôer de 1899–1902, já que nenhuma das repúblicas bôeres pelas quais eles lutaram tinha seu próprio sistema de honrarias. Os prêmios foram:

### Condecoração
- Condecoração paor Serviço Devotado (em africâner:  Dekoratie voor Trouwe Dienst, DTD)

### Medalhas de campanha
- Medalha de Guerra da República da África do Sul e do Estado Livre de Orange
- Barreta de Ferimentos.

## Força de Defesa da África do Sul

### 1952–1975
A África do Sul introduziu seu próprio sistema de honrarias em 1952. Seu maior componente era uma série de condecorações e medalhas militares, que não apenas substituíram as medalhas de longo serviço existentes, mas também forneceram substitutos para as condecorações que o governo britânico havia concedido em tempos de guerra:
| Condecoração                          | Pós-nominais                  | Período   | Number awarded | Agraciamento                                        | Barreta                      |
| ------------------------------------- | ----------------------------- | --------- | -------------- | --------------------------------------------------- | ---------------------------- |
| Castle of Good Hope Decoration        | Predefinição:MilAward PostNom | 1952–2003 | Never awarded  | Most conspicuous bravery                            | Predefinição:MilAward Ribbon |
| Louw Wepener Decoration               | Predefinição:MilAward PostNom | 1952–1975 | 7              | Most conspicuous courage or greatest heroism        |                              |
| Star of South Africa                  | SSA                           | 1952–1975 | 20             | Exceptionally meritorious service                   |                              |
| Van Riebeeck Decoration               | DVR                           | 1952–1975 | 2              | Distinguished service in the field (officers)       |                              |
| Honoris Crux (1952)                   | HC                            | 1952–1975 | 5              | Gallantry in action against the enemy               |                              |
| Van Riebeeck Medal                    | VRM                           | 1952–1975 | 5              | Distinguished service in the field (other ranks)    |                              |
| Louw Wepener Medal                    | LWM                           | 1967–1975 | 8              | Courageous or heroic deeds in saving lives          |                              |
| Southern Cross Medal (1952)           | SM                            | 1952–75   | 587            | Outstanding devotion to duty                        |                              |
| Pro Merito Medal (1967)               | PMM                           | 1967–75   | 374            | Outstanding devotion to duty (other ranks)          |                              |
| Danie Theron Medal                    |                               | 1970–2003 |                | Diligent service in the Commandos                   |                              |
| Jack Hindon Medal                     |                               | 1970–1975 | 18             | Diligent service in the Commandos (other ranks)     |                              |
| Campaign medals                       |                               |           |                |                                                     |                              |
| Korea Medal                           |                               | 1953      |                | Service in the Korean War                           |                              |
| Commemorative Medals                  |                               |           |                |                                                     |                              |
| Queen Elizabeth II Coronation Medal   |                               | 1953      |                | To commemorate the Coronation of Queen Elizabeth II |                              |
| Long Service Medals                   |                               |           |                |                                                     |                              |
| Union Medal                           |                               | 1952–1961 |                | 18 years service in the Permanent Force             |                              |
| Permanent Force Good Service Medal    |                               | 1961–1975 |                | 18 years service in the Permanent Force             |                              |
| John Chard Decoration                 | JCD                           | 1952–2003 |                | 20 years service in the Citizen Force               |                              |
| De Wet Decoration                     | DWD                           | 1952–2003 |                | 20 years service in the Commandos                   |                              |
| John Chard Medal                      |                               | 1952–2003 |                | 12 years service in the Citizen Force               |                              |
| Cadet Corps Medal                     |                               | 1966–1967 |                | 20 years service in school cadets                   |                              |
| Shooting Medals                       |                               |           |                |                                                     |                              |
| Queen's Medal for Champion Shots      |                               | 1953–1961 |                | Winning the annual SADF shooting championships      |                              |
| Commandant General's Medal            |                               | 1965–1975 |                | Winning the annual SADF shooting championships      |                              |
| Emblems                               |                               |           |                |                                                     |                              |
| Mentioned in dispatches               |                               | 1967–2003 |                |                                                     | Predefinição:MilAward Ribbon |
| Commendation by the Chief of the SADF |                               | 1968–1974 |                |                                                     |                              |

### 1975–2003
Um novo sistema foi introduzido em 1975. Manteve sete das condecorações e medalhas existentes. As inovações incluíam uma hierarquia de prêmios de mérito, medalhas cumulativas por longo tempo de serviço e barretas codificadas por cores. À medida que a Força de Defesa da África do Sul se engajava em operações militares no Sudoeste Africano e em Angola ao longo das décadas de 1970 e 1980, o número de prêmios concedidos a cada ano aumentou significativamente. Condecorações adicionais foram instituídas entre 1987 e 1991.
| Condecoração                                      | Pós-nomais | Período   | Número        | Agraciamento | Barreta |
| ------------------------------------------------- | ---------- | --------- | ------------- | --- | ------- |
| Castle of Good Hope Decoration                    | CGH        | 1952–2003 | Never awarded | Most conspicuous bravery |         |
| Honoris Crux Diamond                              | HCD        | 1975–93   | Never awarded | Death-defying heroic deeds of outstanding valour                                                                            |         |
| Honoris Crux Gold                                 | HCG        | 1975–93   | 6             | Outstanding bravery in extreme danger                                                                                       |         |
| Star of South Africa, Gold                        | SSA        | 1975–2003 |               | Meritorious military service.                                                                                               |         |
| Star of South Africa, Silver                      | SSAS       | 1975–2003 |               | Meritorious military service.                                                                                               |         |
| Honoris Crux Silver                               | HCS        | 1975–2003 | 27            | Exceptional bravery in great danger                                                                                         |         |
| Honoris Crux (1975)                               | HC         | 1975–2003 | 201           | Bravery while in danger |         |
| Pro Virtute Decoration                            | PVD        | 1987–2003 |               | Distinguished conduct and exceptional combat leadership (officers)                                                          |         |
| Southern Cross Decoration                         | SD         | 1975–2003 |               | Outstanding service of the highest order, and utmost devotion to duty (Officers)                                            |         |
| Pro Merito Decoration                             | PMD        | 1975–2003 |               | Outstanding service of the highest order, and utmost devotion to duty (other ranks)                                         |         |
| Pro Virtute Medal                                 | PVM        | 1987–2003 | Never awarded | Distinguished conduct and exceptional combat leadership (other ranks)                                                       |         |
| Ad Astra Decoration                               | AAD        | 1987–2003 |               | Excellent flying skill or ingenuity by SA Air Force aircrew in emergencies or unusual situations                            |         |
| Army Cross                                        | CM         | 1991–2003 |               | Exceptional courage, leadership, skill or ingenuity in dangerous or critical situations (army personnel)                    |         |
| Air Force Cross                                   | CA         | 1991–2003 |               | Exceptional courage, leadership, skill or ingenuity in dangerous or critical situations (air force personnel)               |         |
| Navy Cross                                        | CN         | 1991–2003 |               | Exceptional courage, leadership, skill or ingenuity in dangerous or critical situations (naval personnel)                   |         |
| Medical Service Cross                             | CC         | 1991–2003 |               | Exceptional courage, leadership, skill or ingenuity in dangerous or critical situations (military health service personnel) |         |
| Southern Cross Medal (1975)                       | SM         | 1975–2003 |               | Exceptionally meritorious service and particular devotion to duty (officers)                                                |         |
| Pro Merito Medal (1975)                           | PMM        | 1975–2003 |               | Exceptionally meritorious service and particular devotion to duty (other ranks)                                             |         |
| Danie Theron Medal                                | DTM        | 1970–2003 |               | Exceptionally diligent and outstanding service in the Commandos                                                             |         |
| Military Merit Medal                              | MMM        | 1974–2003 |               | Service of a high order |         |
| Campaign medals                                   |            |           |               | |         |
| Pro Patria Medal                                  |            | 1974–1992 |               | Operational service in combating terrorism or in defence of South Africa                                                    |         |
| Southern Africa Medal                             |            | 1989      |               | Service in military operations outside South Africa and South West Africa between 1976 and 1989                             |         |
| General Service Medal                             |            | 1992      |               | Operational service inside South Africa from 1983                                                                           |         |
| Commemorative Medals                              |            |           |               | |         |
| Unitas Medal                                      |            | 1994      |               | To commemorate the amalgamation of the SADF, APLA, MK and the homeland defence forces to form the SA National Defence Force |         |
| Long Service Medals                               |            |           |               | |         |
| Medal for Distinguished Conduct and Loyal Service |            | 1987–2003 |               | 40 years service in the Defence Force                                                                                       |         |
| Good Service Medal, Gold                          |            | 1975–2003 |               | 30 years service in the Permanent Force                                                                                     |         |
| Good Service Medal, Silver                        |            | 1975–2003 |               | 20 years service in the Permanent Force                                                                                     |         |
| John Chard Decoration                             | JCD        | 1952–2003 |               | 20 years service in the Citizen Force                                                                                       |         |
| De Wet Decoration                                 | DWD        | 1952–2003 |               | 20 years service in the Commandos                                                                                           |         |
| John Chard Medal                                  |            | 1952–2003 |               | 12 (from 1986, 10) years service in the Citizen Force                                                                       |         |
| Good Service Medal, Bronze                        |            | 1975–2003 |               | 10 years service in the Permanent Force                                                                                     |         |
| De Wet Medal                                      |            | 1987–2003 |               | 10 years service in the Commandos                                                                                           |         |
| Shooting Medals                                   |            |           |               | |         |
| SADF Champion Shot Medal                          |            | 1975–2003 |               | Champion shots of the annual SADF Bisley in the categories of fullbore, smallbore, pistol and service shooting              |         |
| Cadet Corps Champion Shot Medal                   |            | 1987–2003 |               | |         |
| Emblems                                           |            |           |               | |         |
| Mentioned in Dispatches                           |            | 1967–2003 |               | |         |
| Emblem for Volunteer Service (South Africa)       |            | 1967–2003 |               | |         |

## Organizações de oposição armada
Em 1996, dois conjuntos separados de condecorações foram instituídos para veteranos que serviram no Exército de Libertação do Povo Azaniano e no Umkhonto we Sizwe durante a campanha armada contra o antigo governo.

### Exército de Libertação do Povo Azaniano
| Decoration Name                       | Post Nominals | Period current | Number awarded | Awarded for                                                       | Ribbon |
| ------------------------------------- | ------------- | -------------- | -------------- | ----------------------------------------------------------------- | ------ |
| Gold Star for Bravery                 | GSB           | 1996–2003      |                | Exceptional bravery in great danger                               |        |
| Bravery Star in Silver                | BSS           | 1996–2003      |                | Bravery                                                           |        |
| Star for Conspicuous Leadership       | SCL           | 1996–2003      |                | Distinguished conduct and exceptional combat leadership           |        |
| Gold Decoration for Merit             | GDM           | 1996–2003      |                | Outstanding service and utmost devotion to duty                   |        |
| Silver Medal for Merit                | SMM           | 1996–2003      |                | Exceptionally meritorious service and particular devotion to duty |        |
| Bronze Medal for Merit                | BMM           | 1996–2003      |                | Service of a high order                                           |        |
| Campaign medals                       |               |                |                |                                                                   |        |
| Operational Medal for Southern Africa |               | 1996–2003      |                | Operational service outside South Africa                          |        |
| South Africa Service Medal            |               | 1996–2003      |                | Operational service inside South Africa                           |        |
| Long Service medals                   |               |                |                |                                                                   |        |
| Gold Service Medal                    |               | 1996–2003      |                | 30 years service in APLA                                          |        |
| Silver Service Medal                  |               | 1996–2003      |                | 20 years service in APLA                                          |        |
| Bronze Service Medal                  |               | 1996–2003      |                | 10 years service in APLA                                          |        |

### Umkhonto we Sizwe
| Decoration Name                       | Post Nominals | Period current | Number awarded | Awarded for                                                       | Ribbon |
| ------------------------------------- | ------------- | -------------- | -------------- | ----------------------------------------------------------------- | ------ |
| Star for Bravery in Gold              | SBG           | 1996–2003      |                | Exceptional bravery in great danger                               |        |
| Star for Bravery in Silver            | SBS           | 1996–2003      |                | Bravery                                                           |        |
| Conspicuous Leadership Star           | CLS           | 1996–2003      |                | Distinguished conduct and exceptional combat leadership           |        |
| Decoration for Merit in Gold          | GDMG          | 1996–2003      |                | Outstanding service and utmost devotion to duty                   |        |
| Merit Medal in Silver                 | MMS           | 1996–2003      |                | Exceptionally meritorious service and particular devotion to duty |        |
| Merit Medal in Bronze                 | MMB           | 1996–2003      |                | Service of a high order                                           |        |
| Campaign medals                       |               |                |                |                                                                   |        |
| Operational Medal for Southern Africa |               | 1996–2003      |                | Operational service outside South Africa                          |        |
| South Africa Service Medal            |               | 1996–2003      |                | Operational service inside South Africa                           |        |
| Long Service medals                   |               |                |                |                                                                   |        |
| Service Medal in Gold                 |               | 1996–2003      |                | 30 years service in Umkhonto we Sizwe                             |        |
| Service Medal in Silver               |               | 1996–2003      |                | 20 years service in Umkhonto we Sizwe                             |        |
| Service Medal in Bronze               |               | 1996 –2003     |                | 10 years service in Umkhonto we Sizwe                             |        |

## Força de Defesa Nacional da África do Sul
A Força de Defesa Nacional da África do Sul, que foi formada em 1994 pela fusão da SADF, dos exércitos de libertação e das forças militares das antigas pátrias, usou as condecorações e medalhas da SADF até 2003, quando uma nova série de condecorações foi instituída:

### Bravura
- Nkwe ya Gauta  (Leopardo Dourado) (NG)
- Nkwe ya Selefera  (Leopardo Prateado) (NS)
- Nkwe ya Boronse  (Leopardo de Bronze) (NB)

### Serviço Superior
- iPhrothiya yeGolide (Protea Dourada) (PG)
- iPhrothiya yeSiliva (Protea Prateado) (PS)
- iPhrothiya yeBhronzi (Protea de Bronze) (PB)

### Medalha de campanha
- Tshumelo Ikatelaho (Medalha de Serviço Geral)

### Medalha de Comemoração
- Medalha de Comemoração do Encerramento dos Comandos

### Medalha de Longo Serviço
- Medalha por Serviço Leal (em africâner:  Medalje vir Troue Diens, 10 anos)
- Medalha por Serviço Leal (em africâner:  Medalje vir Troue Diens, broche de 20 anos)
- Medalha por Serviço Leal (em africâner:  Medalje vir Troue Diens, broche de 30 anos)
- Medalha por Serviço Leal (em africâner:  Medalje vir Troue Diens, broche de 40 anos)

### Emblemas
- Menção em Despachos - Okhankanyiweyo  (MID)
- Medalha de Serviço Leal - com dispositivo RD (Distinção de Reserva) (RD)
- Distintivo por Serviço Voluntário de Reserva

### Barras e fechos
- Fecho Maluti  (Operação BOLEAS)
- Tshumelo Ikatelaho (Medalha de Serviços Gerais) (Fecho de Apoio à Paz)
- Tshumelo Ikatelaho (Medalha de Serviços Gerais) (Fecho de Ajuda Humanitária)

## . Bibliografia
- Alexander, E. G. McGill; Barron, Gary K. B.; Bateman, Anthony J. (1986). South African Orders, Decorations, and Medals (em inglês). Cidade do Cabo: Human & Rousseau. 160 páginas. ISBN 978-0798118958. OCLC 16225595
- Monick, Stanley (1988). South African Military Awards: 1912-1987 (em inglês). Joanesburgo: South African National Museum of Military History. 58 páginas. ISBN 978-0620122993. OCLC 38772944
- Uys, Ian S. (1992). Cross of Honour (em inglês). Germiston: Uys Publishers. 196 páginas. ISBN 978-0958317320. OCLC 27109488
- Monick, S. (1990). South African Civil Awards 1910–1990 (em inglês). [S.l.]: South African National Museum of Military History
- Fforde, J. P. I.; Monick, Stanley (1986). A Guide to South African Orders, Decorations and Medals and Their Ribbons, 1896-1985 (em inglês). Joanesburgo: South African National Museum of Military History. 40 páginas. ISBN 978-0-620-11344-1. OCLC 26012980